# Доњи Жировац
Доњи Жировац је насељено мјесто у општини Двор, у Банији, Сисачко-мославачка жупанија, Република Хрватска.

## Историја
Доњи Жировац се од распада Југославије до августа 1995. године налазио у Републици Српској Крајини.

## Становништво
Насеље је према попису становништва из 2011. године имало 46 становника.
| Националност       | 1991. | 1981. | 1971. | 1961. |
| Срби               | 124   | 179   | 209   | 303   |
| Југословени        |       | 10    | 4     |       |
| Хрвати             | 2     | 6     | 7     |       |
| Муслимани          |       |       | 1     |       |
| остали и непознато | 2     | 4     | 1     | 3     |
| Укупно             | 128   | 199   | 222   | 306   |

| Демографија | Демографија | Демографија |
| Година      | Становника  | Становника  |
| ----------- | ----------- | ----------- |
| 1961.       | 306         |             |
| 1971.       | 222         |             |
| 1981.       | 199         |             |
| 1991.       | 128         |             |
| 2001.       | 53          |             |
| 2011.       |             | 46          |